# Lepidagathis keralensis
Lepidagathis keralensis är en akantusväxtart som beskrevs av P.V. Madhusoodanan och N.P. Singh. Lepidagathis keralensis ingår i släktet Lepidagathis och familjen akantusväxter. Inga underarter finns listade i Catalogue of Life.

## Bildgalleri

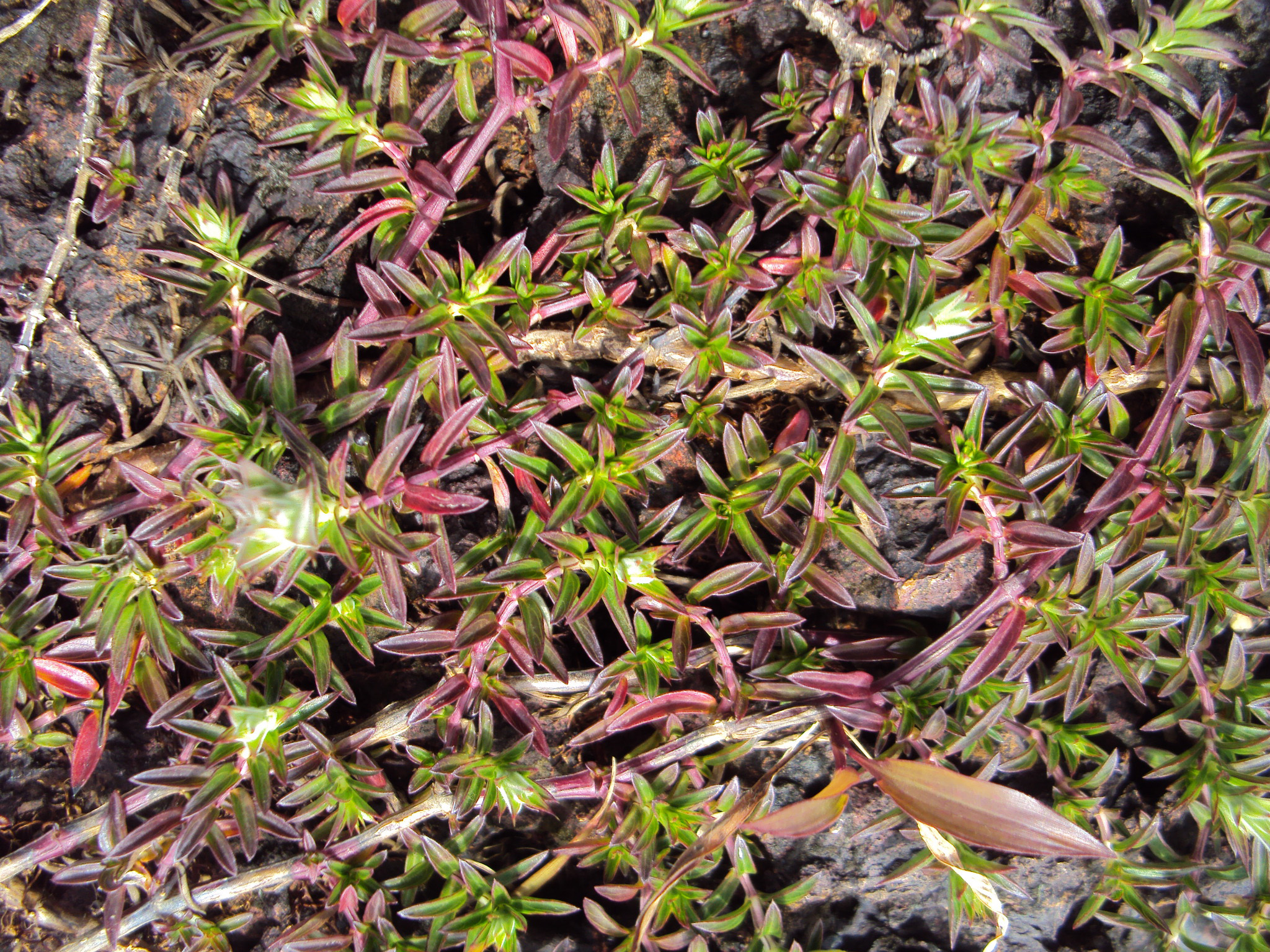
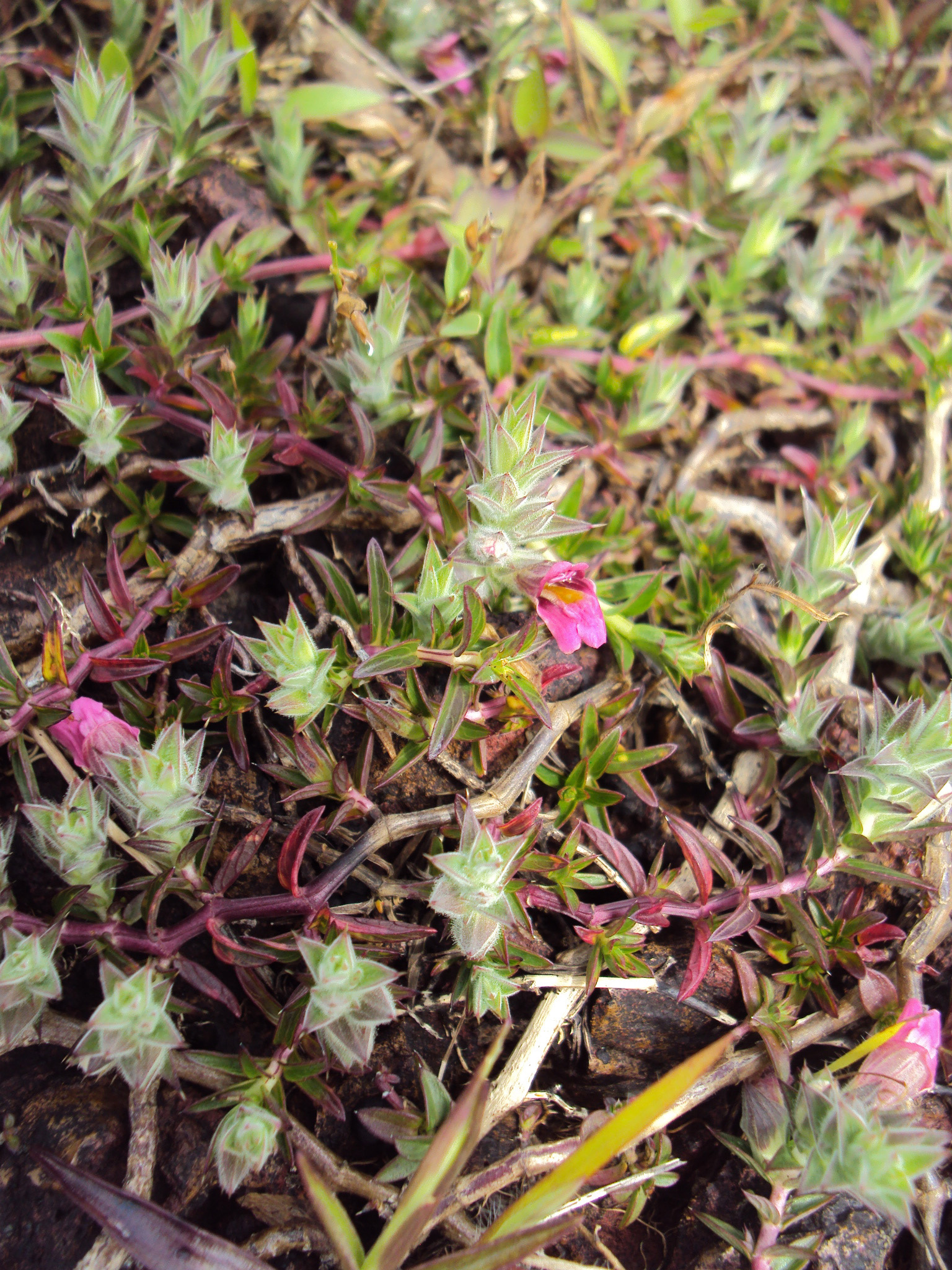
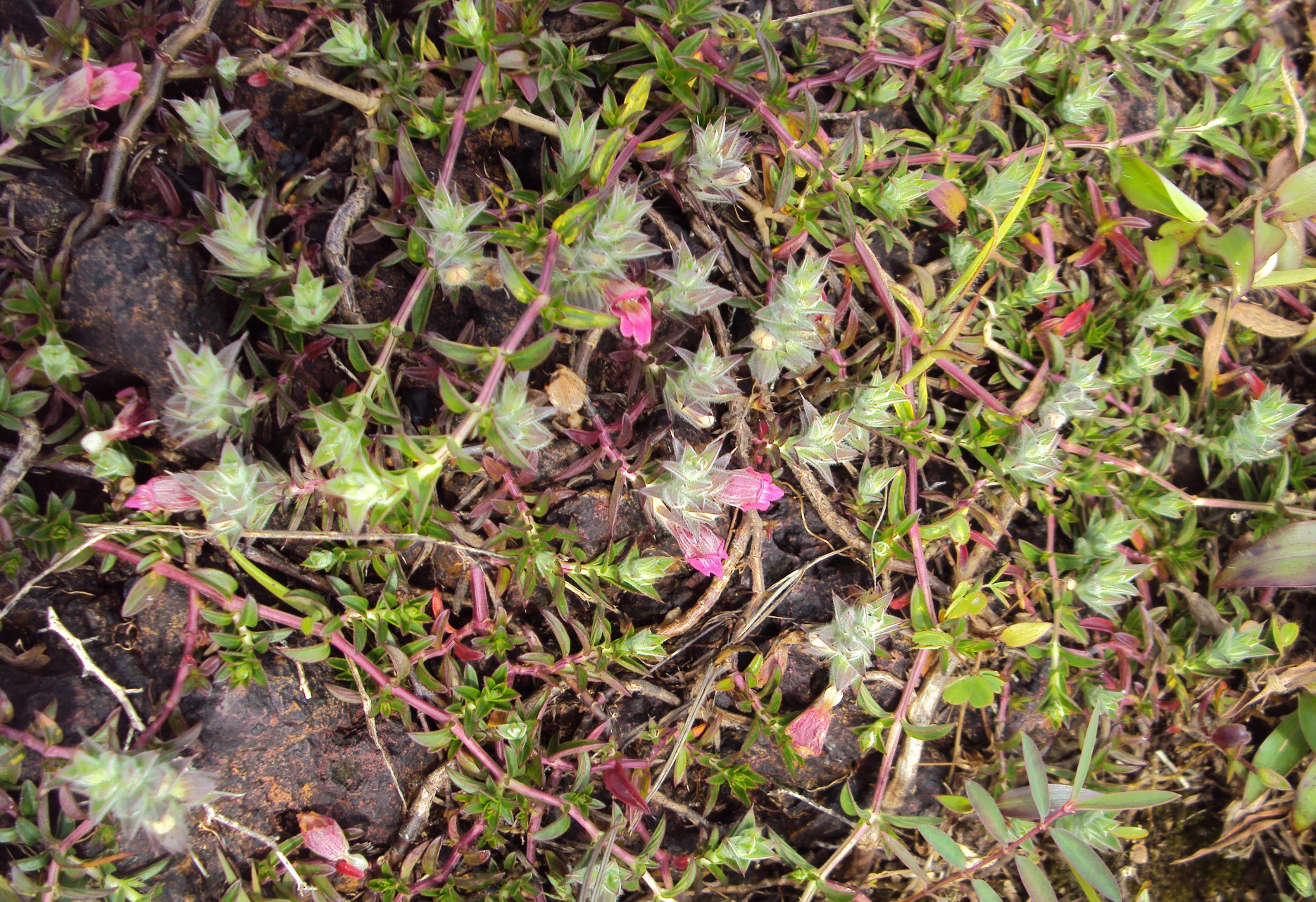
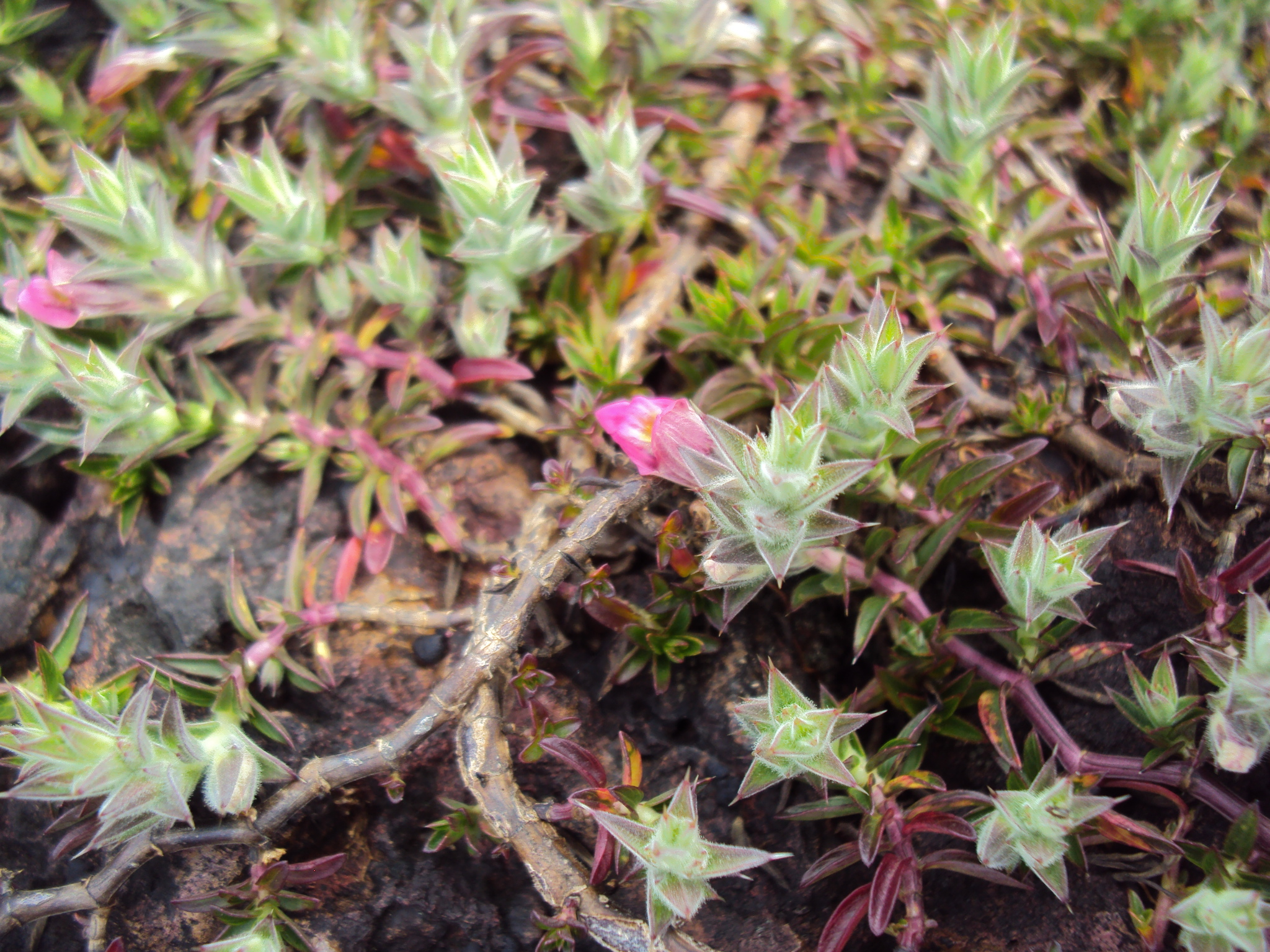
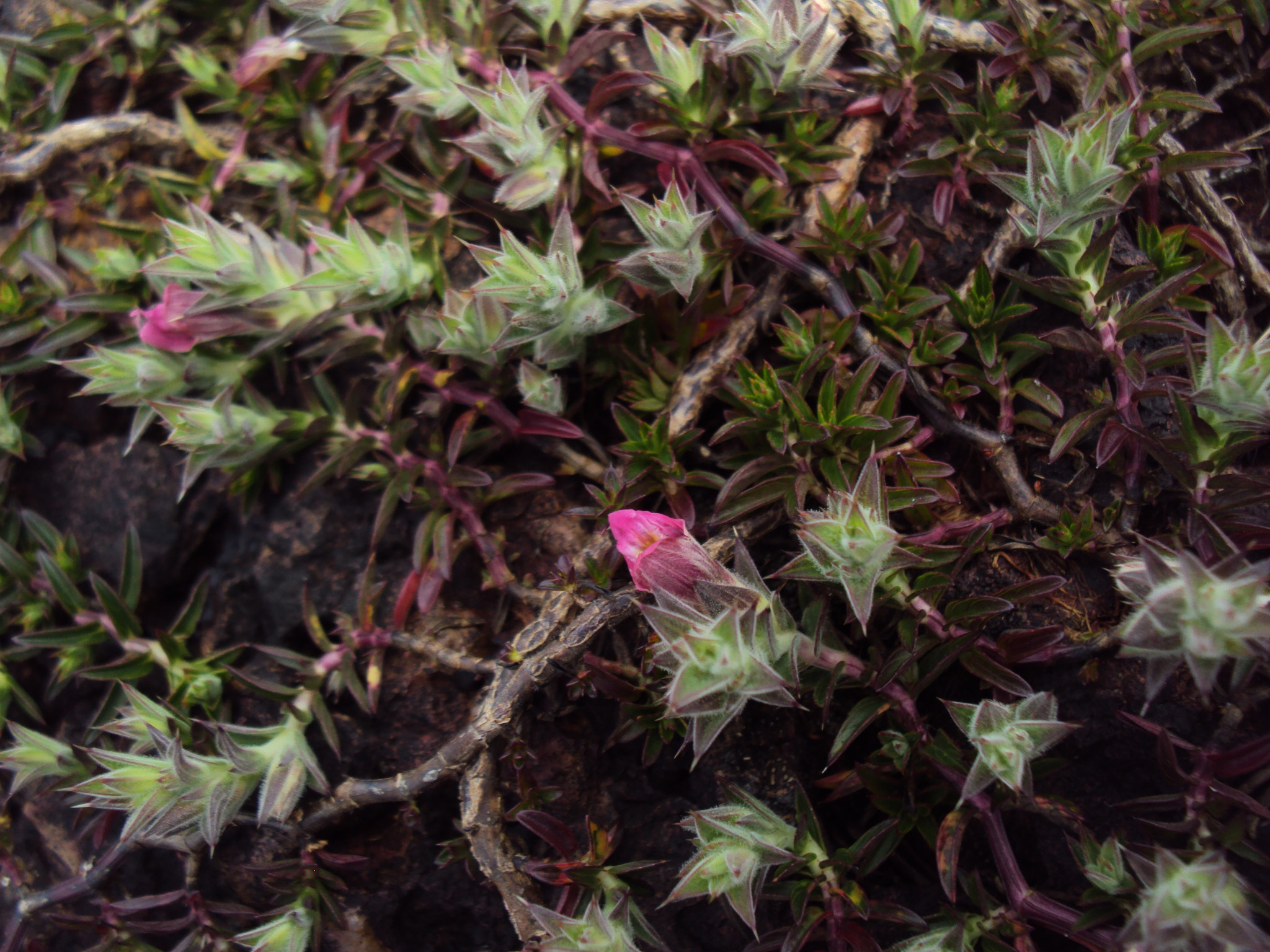
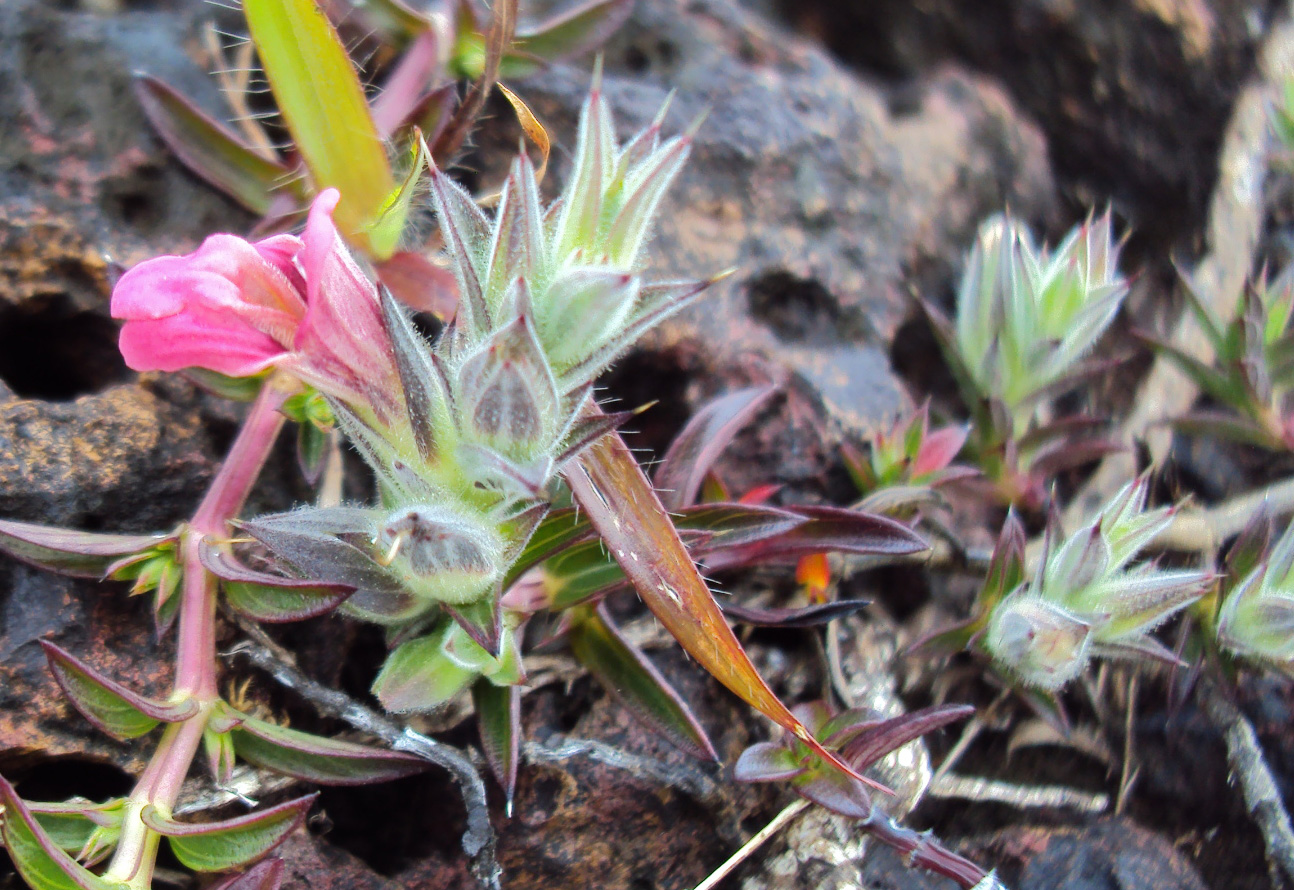